# Polyrhachis scabra
Polyrhachis scabra é uma espécie de formiga do gênero Polyrhachis, pertencente à subfamília Formicinae.